# Bosco Ntaganda
Bosco Ntaganda (ur. 5 listopada 1973 w Kiningi, Rwanda) – kongijski partyzant bojówek Narodowego Kongresu na rzecz Obrony Ludu (CNDP), a po jej zalegalizowaniu w 2009, generał w armii narodowej w kongijskiej prowincji Kiwu. W 2012 wzniecił rebelię przeciwko władzom centralnym w Kiwu, zakładając Ruch 23 Marca. Znany pod przydomkiem „Terminator”.

## Życiorys
Ntaganda wywodzi się z ludu Banyamulenge, kongijskich Tutsich. Na początku lat 90. XX wieku, walczył w rwandyjskiej armii podczas wojny domowej w Rwandzie, w 1994 po ludobójstwie w Rwandzie na Tutsich, uczestniczył w akcjach odwetowych na Hutu.
Wstąpił do Patriotycznych Sił na rzecz Wyzwolenia Konga (FPLC), zbrojnego skrzydła Unii Kongijskich Patriotów (UPC), założonej w 2001. Po II wojnie domowej w Kongu w ramach procesu pokojowego w 2005 został mianowany przez władze generałem w Narodowych Siłach Zbrojnych, jednak propozycję tę odrzucił. 1 listopada 2005 Rada Bezpieczeństwa ONZ nałożyła na niego zakaz podróżowania i zamrożeniem aktyw za naruszenie nałożonego embarga na broń.
W 2006 Międzynarodowy Trybunał Karny (MTK) z Hagi wydał za Ntagandą nakaz aresztowania wskutek popełnienia przez niego zbrodni wojennych i werbowania dzieci poniżej 15. roku życia do oddziałów militarnych. W tym samym roku popadł w konflikt z dowództwem UPC, w wyniku czego powrócił do rodzinnej prowincji Kiwu. Dołączył wówczas do Narodowego Kongresu na rzecz Obrony Ludu (CNDP) pod dowództwem Laurenta Nkundy, który wówczas prowadził rebelię antyrządową. Po wkroczeniu w szeregi partyzantów, został szefem sztabu.
Po rozbiciu rebeliantów, aresztowaniu Nkundy i podpisaniu porozumienia pokojowego 23 marca 2009, CNDP została zalegalizowaną partią polityczną, a Ntaganda otrzymał posadę generała armii narodowej z oddziałem w Gomie w Kiwu, pomimo poszukiwań Ntagandy przez MTK.
23 marca 2012 w trzy lata od porozumień pokojowych, generał Bosco Ntaganda zbuntował się i uformował Ruch 23 Marca. Wpływ na to miały sfałszowane według opozycjonistów wybory generalne z 28 listopada 2011. 4 kwietnia 2012 generał wraz z 300 żołnierzami zdezerterował w prowincji Kiwu. Doszło wówczas do walk z armią pod Rutshuru. W wyniku tego 11 kwietnia 2012 prezydent Kabila wydał nakaz aresztowania Ntagandy.
18 marca 2013 Ntaganda pojawił się w ambasadzie USA w Kigali, stolicy Rwandy. Departament Stanu USA poinformował, że generał oddał się ręce amerykańskich dyplomatów, którzy na jego własne życzenie przekazali go Międzynarodowemu Trybunałowi Karnemu w Hadze. Ciążyło na nim 18 zarzutów zbrodni wojennych i zbrodni przeciwko ludzkości, takich jak zabójstwa, gwałty i wykorzystywanie dzieci jako żołnierzy. 10 lutego 2014 Międzynarodowy Trybunał Karny rozpoczął w jego sprawie postępowanie przygotowawcze.
Proces Ntagandy rozpoczął się 3 września 2015. Oskarżony nigdy nie przyznał się do zarzucanych mu czynów. 7 listopada 2019 został skazany na 30 lat więzienia. 
W marcu 2021 roku Międzynarodowy Trybunał Karny ustalił wysokość odszkodowań dla ofiar Bosco Ntagandy na 30 mln dolarów.